# Quelqu'un dans l'ombre
Pour plus de détails, voir Fiche technique et Distribution.
Quelqu'un dans l'ombre est un film français réalisé par Marcel Manchez, sorti en 1924.

## Fiche technique
- Titre : Quelqu'un dans l'ombre
- Titre original : L'Éphémère
- Réalisation : Marcel Manchez
- Scénario : Marcel Manchez
- Photographie : Léon Batifol
- Pays d'origine :  France
- Production : Les Films Marcel Manchez
- Lieux de tournage : Les Studios Gaumont pour les intérieurs, et Beynac, Sarlat, et Castelnaud-la-Chapelle (château de Fayrac) pour les extérieurs
- Date de sortie : France, 10 décembre 1924

## Distribution
- Colette Darfeuil : Claudette
- André Dubosc : le député Ollier-Chavannes
- Irène Wells : Jacqueline Ollier-Chavannes dite « Joujou », la fille du député
- Maurice Lagrenée : Jean Revel, le secrétaire du député
- Max Lerel : Élie
- Émile Saint-Ober : le professeur Lachaumette
- Angèle Decori : Nouche